# Eupristina masoni
Eupristina masoni is een vliesvleugelig insect uit de familie vijgenwespen (Agaonidae). De wetenschappelijke naam is voor het eerst geldig gepubliceerd in 1882 door Saunders.